# La Roche-de-Glun
La Roche-de-Glun is een gemeente in het Franse departement Drôme (regio Auvergne-Rhône-Alpes). De plaats maakt deel uit van het arrondissement Valence. La Roche-de-Glun telde op 1 januari 2022 3.579 inwoners.

## Geografie
De oppervlakte van La Roche-de-Glun bedraagt 12,79 vierkante kilometer; de bevolkingsdichtheid is 265 inwoners per km² (per 1 januari 2019).

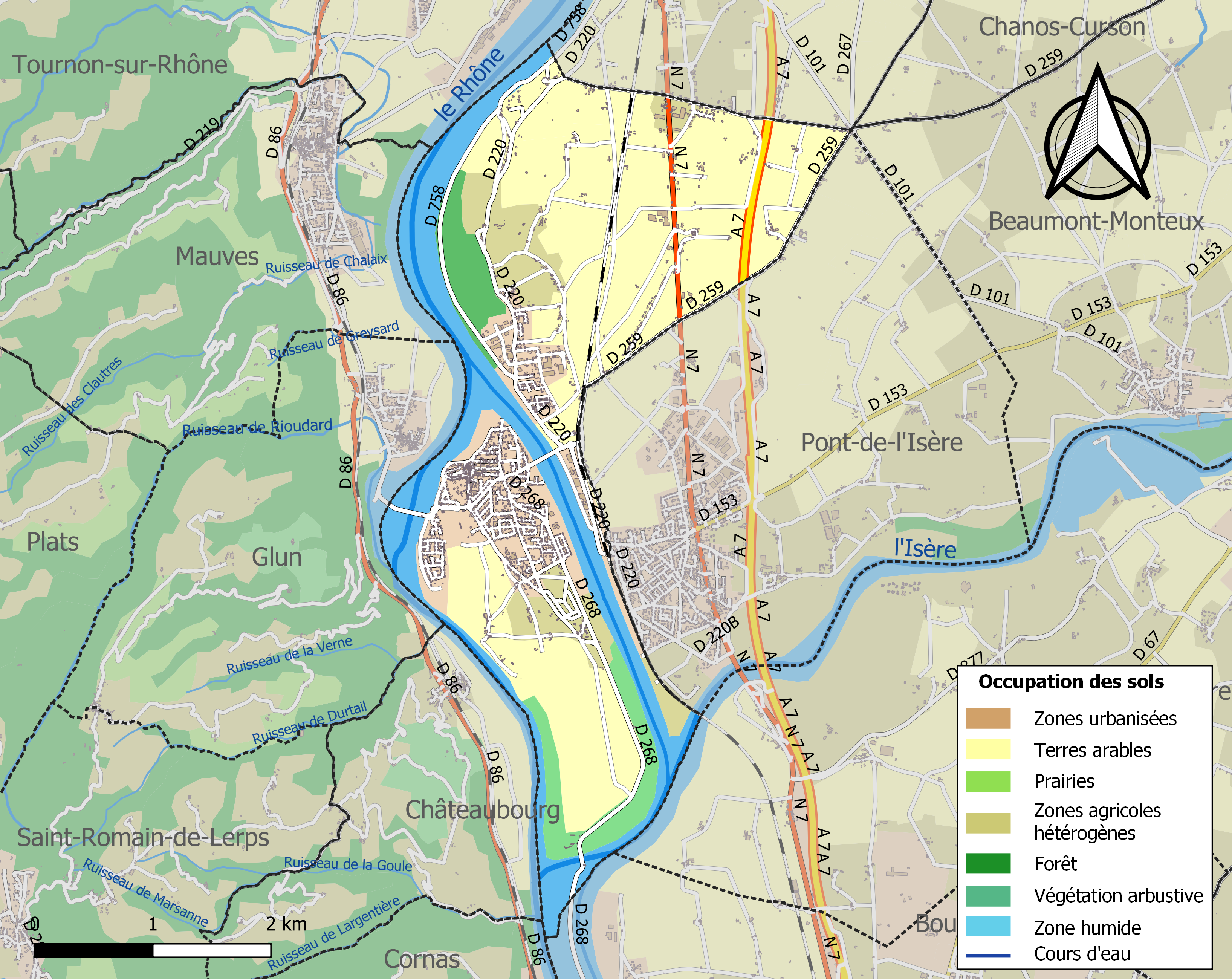
Kaart van de gemeente met belangrijkste infrastructuur, bodemgebruik en omliggende gemeenten

## Demografie
Onderstaande figuur toont het verloop van het inwonertal (bron: INSEE-tellingen).